# 세대전쟁
《세대전쟁》(영어 원제: SEDAI WARS, 세다이 워즈)는 2020년 1월부터 심야 드라마 시간대 ‘드라마이즘’의 작품으로 마이니치 방송(MBS 텔레비전) 제작에 따라서 TBS 텔레비전을 시작으로 하는 같은 계열의 일부에서 방영 예정인 드라마이다.

## 줄거리
사회라는 이름의 기능을 잃어버리고 오래된 지금의 일본에서는 국민들 사이에 만족이라는 단어는 어느새 존재하지 않고 온갖 불평불만이 활개를 치는 무질서 상황에 있었다. 그곳에는 도저히 배려나 친절함이라는 정신은 없고 사람들은 뭔가가 일어나면 자신들과는 다른 세대 탓이라고 단정지어서 다투게 되는 최악의 환경에 놓여있었다. 그러던 중에 내각 총리대신인 안도 나오키가 놀랄만한 대책을 내세우게 된다. 유토리 세대, 베이비붐 세대, 잃어버린 세대, 버블 세대, 그리고 밀레니얼 세대의 각 대표 2명에 의한 VR 공간에서의 배틀 로얄에 의해서 가까운 미래의 일본을 어느 세대에게 맡길 것인지를 결정하는 ‘세대 전쟁’이 개최된다. 유토리 새대의 대표에 이상하게 선출되어 버린 주인공 카시와기 사토루의 운명은 어떻게 될 것인가.

## 등장 인물

### 유토리 세대대표
- 야마다 유키 : 카시와기 사토루(柏木悟) 역
- 오쿠야마 카즈사 : 타마가와 아사미(玉川麻美) 역

### 베이비붐 세대대표
- 니시오카 토쿠마 : 야마오 시게루(山尾茂) 역
- 스즈키 마사유키 : 오가와 키요시(小川清) 역

### 잃어버린 세대대표
- 마토부 세이 : 시라이 유코(白井優子) 역
- 데아이 마사유키 : 쿠로다 테츠야(黒田哲也) 역

### 버블 세대대표
- 오카다 코키 : 오오타니 오사무(大谷修) 역
- 요코야마 메구미 : 스즈키 카오리(鈴木香織) 역

### 밀레니얼 세대대표
- 아사카와 나나 : 사이죠 모에(西條萌) 역
- 이케다 유토 : 카케이 쇼타(筧翔太) 역

### 그 외의 등장 인물
- 오토모 코헤이 : 안도 나오키(安藤直樹) 역 - 내각 총리대신
- 나가사와 나오 : 후지하라 아이(藤原愛) 역 - 내각 총리대신 비서
- 사카모토 나가토시 : 고토다 마사루(後藤田勝) 역 - 전후 세대
- 타카야마 미나미(목소리 출연) : GEN 역

## 주제가
여는 곡
- Blue Vintage 〈SEDAI WARS〉

닫는 곡
- 니모미야 유이 〈私だけの、革命。 / 나만의, 혁명.〉

## 방영 일정
| 화수         | 방송 날짜 | 방송 날짜 | 방송 날짜    |
| 화수         | MBS       | TBS       | 도라마코리아 |
| ------------ | --------- | --------- | ------------ |
| EPISODE 1    | 1월 6일   | 1월 8일   | 1월 10일     |
| EPISODE 2    | 1월 13일  | 1월 15일  | 1월 17일     |
| EPISODE 3    | 1월 20일  | 1월 22일  | 1월 23일     |
| EPISODE 4    | 1월 27일  | 1월 29일  | 1월 31일     |
| EPISODE 5    | 2월 3일   | 2월 5일   | 2월 7일      |
| EPISODE 6    | 2월 10일  | 2월 12일  | 2월 14일     |
| LAST EPISODE | 2월 17일  | 2월 19일  | 2월 21일     |